# Érdi Sándor
Érdi Sándor (Budapest, 1942. augusztus 17. –) újságíró, televíziós főszerkesztő, Érdi Tamás zongoraművész édesapja.

## Életpályája

### Tanulmányai
Az Eötvös József Gimnáziumban érettségizett, majd az ELTE Bölcsészettudományi Karán magyar-népművelés szakon diplomázott 1968-ban.

### Munkahelyei
Az érettségit követően, 1960–61-ben az Állami Könyvterjesztő Vállalatnál dolgozott segédmunkásként, majd 1963-ig a Szikra Lapnyomda szedője volt. 1968-ban munkatársa volt az Egyetemi Színpad Universitas Együttesének, dolgozott a Fővárosi Művelődési Házban mint népművelő, 1969-től 1976-ig pedig a KKI-ban tudományszervezési területen. 1976 és 1999 között volt a Magyar Televízió munkatársa. 1976–77-ben a Színházi Osztályon volt osztályvezető, 1978–79-ben a Színházi és irodalmi Osztály osztályvezetője lett, 1980-tól 1987-ig a Stúdió Szerkesztőségnek volt a vezetője. 1988–89-ben a Magyar Televízió művészeti igazgatói tisztjét töltöttbe, 1989-től 1991-ig a Stúdió Szerkesztőséget vezette. 1992–93-ban a Magyar Televízió II. programjánál volt művészeti igazgató, majd 1993 és 1999 között újfent a Stúdió Szerkesztőségét vezette. 1999-től a Szegedi Tudományegyetem Budapest Média Intézetén tanít, és ugyanott oktatási ügyvezető igazgató.

## Televíziós műsorai
- A siker nagymesterei – Szegvári Katalinnal (2001)
- Nézőpont – kulturális folyóirat (1988–1989)
- Stúdió – kulturális hetilap (1980–1998)
- József Attila kortársai – 19 részes sorozat (1976–1982, bemutató: 1985-ben, de csak 10 rész) rendező: Fehér György
- Premier – kulturális esti magazin (1985–1986)
- „Voltam segédmunkás…” beszélgetés Göncz Árpáddal, a Magyar Köztársaság elnökével (1990)
- Szabófalvától San Franciscóig – 49 portré külföldi magyarokról (1992–2001)
- Örökös Tagság – közönségszavazásos díjkiosztó gálaest, és portrésorozat (1997–1999)

## Publikációk
- Stúdió ’84 – (1984)
- A siker nagymesterei – (2001) /társszerző/
- A halhatatlanok társulata – (2004) /társszerző/

## Díjai, elismerései
- Oktatásügy Kiváló Dolgozója
- Lengyel Kultúra Terjesztéséért
- Nívódíj (több alkalommal)
- Pro Arte-díj, a Fővárosi Tanács műv. kitüntetése (1987)
- Táncsics Mihály-díj (1997)
- A Magyar Köztársasági Érdemrend tisztikeresztje (2002)

## További irodalom
- Ki kicsoda 2000. Magyar és nemzetközi életrajzi lexikon, csaknem 20000 kortársunk életrajza. Főszerk. Hermann Péter, vál., szerk. A. Gergely András et al. Bp., Biográf Kiadó–Greger Média Kft., 1999.
- Révai új lexikona VI. (E–Fei). Főszerk. Kollega Tarsoly István. Szekszárd: Babits. 2000.  ISBN 963-927-226-4
- Veszprém megyei kortárs életrajzi lexikon. Főszerk. Varga Béla. Veszprém, Veszprém Megyei Önkormányzat Közgyűlése, 2001.
- Who is Who Magyarországon. Kiegészítő kötet. 2. kiad. 2004. Zug, Hübners blaues Who is Who, 2004.